# Torsionsförmodan
Inom matematiken är torsionsförmodan för abelska varieteter en förmodan som säger att ordningen av torsionsgruppen av en abelsk varietet över en talkropp kan begränsas i termer av dimensionen av varieteten och talkroppen. En starkare version av förmodan säger att ordningen av torsionsgruppen kan begränsas i termer av dimensionen av varieteten och graden av talkroppen.